# 앤드라 데이
앤드라 데이(Andra Day, 1984년 12월 30일 ~ )는 미국의 싱어송라이터, 배우이다.

## 음반 목록

### 정규 앨범
- Cheers to the Fall (2015)
- CASSANDRA (cherith) (2024)

### 사운드트랙 앨범
- The United States vs. Billie Holiday (soundtrack) (2021)

## 영상 목록

### 영화
- 마셜 (2017)
- 카 3: 새로운 도전 (2017)
- 빌리 홀리데이 (2021)
- 딜리버런스 (2024)

### 텔레비전
- 루폴의 드래그 레이스 (2022) - 본인